# Semicarbazide
Semicarbazide, ook wel N-aminoureum genoemd, is een derivaat van ureum, waarin de aminegroep aan één zijde van de carbonylgroep vervangen is door een hydrazinegedeelte.

## Synthese
De bereiding van semicarbazide verloopt via de reactie van kaliumcyanaat met hydrazinehydraat, met kaliumhydroxide als bijproduct, of door directe reactie van ureum en hydrazinehydraat, waarbij ammoniak als bijproduct ontstaat:
{\displaystyle \mathrm {H_{2}N{\text{-}}NH_{2}\ +H_{2}N{\text{-}}CO{\text{-}}NH_{2}} }{\displaystyle \mathrm {\longrightarrow H_{2}N{\text{-}}CO{\text{-}}NH{\text{-}}NH_{2}\ +NH_{3}} }
Semicarbazide wordt als detectiereagens gebruikt in de dunnelaagchromatografie of TLC. Semicarbazide geeft een kleuring met α-ketocarbonzuren. De TLC plaat moet onder UV-licht beoordeeld worden.

## Thiosemicarbazide
Een thiosemicarbazide is het analogon waarin zwavel de plaats heeft ingenomen van het zuurstofatoom.